# Moskéattacken i Christchurch
Moskéattacken i Christchurch var en terroristattack den 15 mars 2019 i Nya Zeeland. Attacken ägde rum i de två moskéerna Masjid al Noor-moskén och Linwood Islamic Centre i staden Christchurch på Sydön. 51 personer dödades och ytterligare 50 skadades.

## Händelseförlopp
Attentatet inleddes omkring klockan 13:40 lokal tid, då en gärningsman började skjuta med halvautomatiska vapen i Masjid al Noor-moskén i centrala Christchurch. Omkring 400 personer befann sig då i moskén för att be fredagsbönen. Den misstänkta gärningsmannen livesände omkring 17 minuter av attentatet via Facebook, en sändning som Facebook senare meddelade att man tagit bort.
Efter att ha skjutit omkring sig i närmare fem minuter och dödat 41 personer i Masjid al Noor-moskén uppges gärningsmannen ha kört vidare till moskén Linwood Islamic Centre i Linwood, en förort till Christchurch. I sin bil på väg dit körde gärningsmannen över ett skottskadat offer samt fortsatte skjuta genom bilrutorna mot personer. Livestreamvideon avbröts strax därefter. I Linwood Islamic Centre sköts ytterligare sju personer ihjäl innan gärningsmannen enligt vittnen avväpnades eller mötte motstånd av en bönedeltagare. Ytterligare en person avled efter attentaten på sjukhus till följd av sina skador.
Attacken avslutades när gärningsmannen var på väg till ett tredje mål, även det en moské, men stannades av polis i sin bil efter attacken i Linwood och greps. 
Totalt dödades 51 personer i attackerna, samtidigt som 47 skadades och fördes till sjukhus. Stora delar av Christchurch, däribland skolor och arbetsplatser, stängdes i flera timmar efter attentatet, och den nyzeeländska polisen uppmanade folk att hålla sig inomhus. Polisen uppgav även att man i samband med attentatet hittat ett flertal improviserade bomber i anslutning till fordon, som alla desarmerades.

### Bangladesh cricketlandslag
En buss med Bangladesh cricketlandslag, som var i Christchurch för att spela en landskamp mot Nya Zeeland, hade precis kört fram till Masjid al Noor-moskén när det började skjutas inne i byggnaden. Ingen spelare befann sig dock inne i moskén.
Landskampen ställdes in.

## Misstänkta gärningsmän och gärningsman
Efter attackerna greps fyra personer misstänkta för inblandning i attacken; en släpptes kort därefter sedan det framkommit att han inte varit involverad. 16 mars bekräftades det att två av dessa inte misstänks för terrordådet, utan en av dem misstänks för vapenbrott. Vad den andre anklagas för är oklart. Den sista av de gripna, en 28-årig australisk medborgare vid namn Brenton Harrison Tarrant, betraktas som huvudsakligen misstänkt. Tarrant livesände delar av attacken via Facebook, har beskrivit sig själv som fascist och publicerade ett 74-sidigt högerextremt manifest på internet en kort tid före attentaten.
I manifestet framförs bland annat rasistiska och antimuslimska konspirationsteorier. Tarrant hyllar även, och säger sig ha inspirerats av tidigare högerextrema terrorister och attentatsmän runt om i världen, bland annat Järngardet, Anders Behring Breivik, som utförde terrorattentaten i Norge 2011, neo-Cetnikrörelsen, och Anton Lundin Pettersson, som 2015 dödade tre personer i skolattacken i Trollhättan. Gärningsmannens gevär och väskor var fullklottrade med Svarta solen, Kolovrat, keltiska kors, de 14 orden, Järngardets symbol, samt namn på offer för islamistiska terrordåd, bland annat terrordådet på Drottninggatan. 
Ingen av de gripna personerna fanns på den nyzeeländska polisens bevakningslista före attentatet.
Den 27 augusti 2020 blev Tarrant dömd till 52 stycken livstids fängelse för mord, utan möjlighet till benådning, plus 480 år.

## De döda och skadade
Bland de 50 döda och skadade finns flera barn. Det rör sig också om flera utländska medborgare från Bangladesh, Jordanien, Pakistan och Turkiet.
| Ursprungsland | Antal |
| ------------- | ----- |
| Okänd         | 20    |
| Tunisien      | 05    |
| Marocko       | 04    |
| Pakistan      | 03    |
| Bangladesh    | 02    |
| Jemen         | 03    |
| Somalia       | 03    |
| Irak          | 02    |
| Jordanien     | 02    |
| Syrien        | 01    |
| Indien        | 01    |
| Iran          | 01    |
| Afghanistan   | 01    |
| Saudiarabien  | 01    |
| Kuwait        | 01    |
| Totalt        | 50    |

### Notabla dödsoffer
- Atta Elayyan, född 1985, Kuwaitiskfödd nyzeeländsk landslagsmålvakt i futsal.[19][20]

## Reaktioner
Nya Zeelands premiärminister Jacinda Ardern sade vid en presskonferens att attentatet "bara kan beskrivas som en terroristattack", fördömde gärningsmännen och manade till försiktighet med att dela bilder och uppgifter från dådet. Efter uppgifter om att lagligt inköpta automatvapen använts i dåden sade hon även att Nya Zeelands vapenlagar kommer att ändras i framtiden.
Australiens premiärminister Scott Morrison bekräftade att den huvudmisstänkte är australisk medborgare, samtidigt som han kallade denne för en "våldsam, högerextrem terrorist" och fördömde attacken. Flera andra världsledare, däribland USA:s president Donald Trump, Storbritanniens premiärminister Theresa May, Tysklands förbundskansler Angela Merkel och Frankrikes president Emmanuel Macron, har fördömt attentaten och uttryckt sitt stöd till de drabbade.
I Ukraina publicerade nynazister mördarens manifest i bokform, vilket ledde till stark kritik mot politiker i landet som kritiserades för att se mellan fingrarna på sådan propaganda och sådana verksamheter.